# Штефані Ортвіґ
Штефані Ортвіґ (нім. Stephanie Ortwig, 28 січня 1973) — німецька плавчиня.
Учасниця Олімпійських Ігор 1988 року.
Чемпіонка світу з водних видів спорту 1991 року.